# تعلم نشط

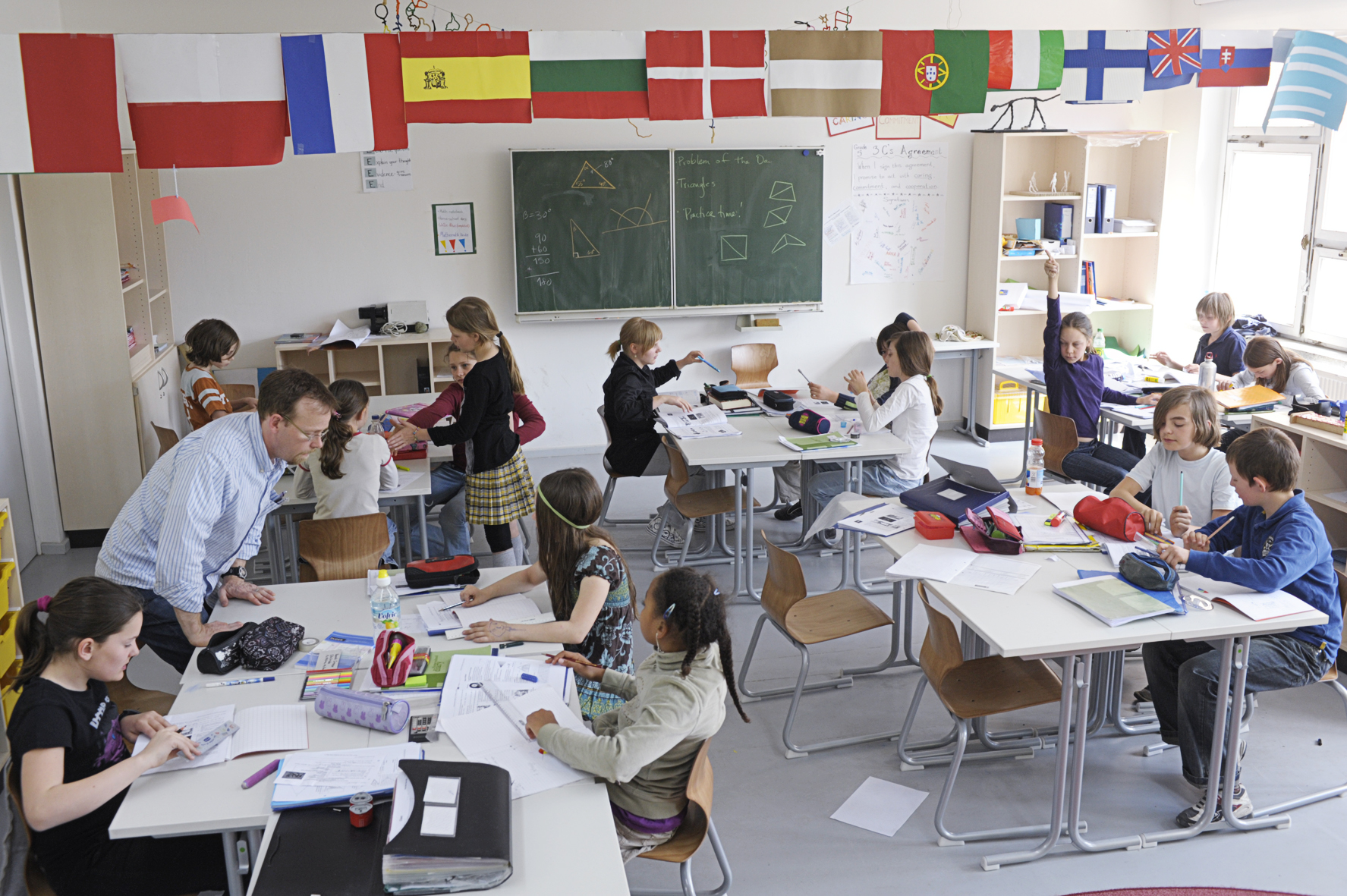

التعلم النشط (بالإنجليزية: Active learning) هو مصطلح شامل لمجموعة من أساليب التدريس التي تركز على إلقاء مسؤولية التعلم على المتعلم أو الطالب. انتشر هذا المصطلح في ثمانينات القرن العشرين إلا أنه أصبح شائعا في التسعينيات بسبب تقرير كلا من بونويل وإيسون إلى جمعية دراسات التعليم العالي الأميركية عام 1991 والتي عرض أساليب مختلفة لتشجيع تطبيق التعلم النشط. ويَعتبر ماير أن التعلم النشط هو مبدأ انبثق عن نظريات التعلم الاستكشافي الأقدم.
والمبدأ يعتمد على فكرة أن المشاركة النشطة للمتعلم في مواد التعلم يجعله قادرا على استرجاع المعلومات بشكل أفضل. وعارض بعض المؤلفين المعروفين هذه الفكرة لعدم وجود أي إثباتات لها. واقترح ماير أن يكون المتعلم نشط إدراكيا (بالإنجليزية: cognitively active) وليس نشط سلوكيا (بالإنجليزية: behaviorally active).

## أمثلة
اقترح كلا من بونويل وإيسون أن يتعاون كل متعلمين اثنين معا لمناقشة المادة الدراسية بأخذ أدوار أو المناظرة، أو المشاركة في حل حالة دراسية، أو الاندماج في مسألة تعلم متشارك، أو تحرير مقالات وإلى ما هنالك.
وهذه الأنشطة فعالة كمواد متابعة إلا أن فائدتها أقل عند اعتمادها كأسلوب لطرح مواد جديدة.
يمكن استعمالها كمقدمة لإطار طرح مواد جديدة. وتعتمد درجة تدخل وتوجيه المدرس على نوعية المادة ومكانها بالنسبة للمنهاج.
من أمثلة التعلم النشط:
- مناقشة دراسية حول الموضوع. ويمكن إقامتها في الحصة الدراسية أو عبر الإنترنت.
- باعتماد طريقة فكر-ناقش-شارك (بالإنجليزية: think-pair-share) وهو تمرين يطلب من المتعلم أن يفكر بالمسألة أو المادة، ثم يناقشها مع متعلم أو أكثر من طلاب المادة وأخيرا مشاركة النتائج مع بقية طلاب المادة كمناقشة رسمية. ويأتي دور المدرس خلال المناقشة الرسمية بتوضيح ما التبس من أفكار أو معلومات.
- تمرين كتابي قصير، يسمى عادة «مقالة الدقيقة الواحدة» (بالإنجليزية: one minute paper). وهذه طريقة مفيدة في مراجعة المواد.

وعادة يجب الابتعاد عن حل المسائل خلال التعلم النشط. إذ أشار سويللر أن لحل المسائل نتائج عكسية للتعلم واقترح بأن يقوم المتعلمون بدراسة مساءل محلولة على أساس أن لها فعالية أعلى في اكتساب وفهم الترسيمة. لذلك، يشجع المدرسون على تقديم أو شرح المبادئ الأساسية للمادة قبل الشروع في تطبيق أي من الأمثلة. وبالعادة، يستعمل الروبرك كنظام تقييم.

### التعلم عن طريق التعليم
ومن الإستراتيجيات التعليمية المفيدة التي تجمع بين التعلم النشط والتوجيه هو «التعلم عن طريق التعليم» الذي اقترحه مارتن عام 1985 ومارتن وأوبل عام 2007.
ويتطلب هذا الأسلوب أن يقوم المتدربون بتعليم المادة لرفقائهم. ومن المؤكد أن يقوم المدرس بمساعدة وتوجيه الطلاب خلال المرحلة. وطبق هذا الأسلوب في ألمانيا في بدايات الثمانينات من القرن الماضي وما زال قيد التطبيق في جميع المراحل التعليمية الألمانية. ودمج مبادئ علم السلوكيات وعلوم الإدراك في هذا الأسلوب يشكل إطار متماسك للعمل النظري والتطبيقي.

### أبحاث تدعم فكرة التعلم النشط
من أهم الأبحاث حول فكرة التعلم النشط تعود لكل من بونويل وإيسون (1991). وذكرا في بحثهما أن إستراتيجيات التعلم النشط تماثل المحاضرات في تحقيق التفوق في استيعاب المادة لكنه يتفوق على المحاضرات في تطوير مهارات التفكير والكتابة.

### الجدال حول التعلم النشط
بعض الأبحاث في العقود الماضية دلت أن التعلم قد لا يحصل إن كان المتعلم بحالة نشاط سلوكي. ومنها كيشنر  الذي علق أنه «من الطبيعي تعلم المهارات الإجرائية من أجل أتمتة التعلم، فمع أن هذه النشاطات تشجع على التعلم، فإن القيام بها من دون توجيه قد تؤدي إلى نتائج عكسية».
إلا أن أفكار كيشنر وصحبه جوبهت بالمعارضة من قبل الكثيرين. ففي عام 2007، أثبتت الأبحاث أن الطلاب الذين قاموا بحل تمارين من دون توجيه مع تعليقات للموجهين بعد التمرين (نوع من أنواع التعلم النشط) قد تعلموا بشكل أفضل وأظهروا اندفاع في تحصيل المعرفة بالمقارنة مع الطلاب الآخرين الذين اتبعوا الأسلوب التقليدي.

### للاستزادة
| - إختبارات الدفاع الجوي - تعلم نشط - نظرية النشاط - مراجعة بعد العمل - براعة مؤسساتية - تعلم تعاضدي - جماعة إبداعية | - علم نفس تربوي - إدارة المعرفة - تنظيم المعرفة - نقل المعرفة - تعلم - شبكة تعلم - جماعة تعلم - صعود المركب (تنظيم) | - ذاكرة مؤسسات - هندسة مؤسسات - ربط إجتماعي - نظرية الإختيار الإسترتيجي - نظرية النص والتخاطب - شبكة القيم - تحليل شبكة القيم |